# Drače (Chorwacja)
Drače – wieś w Chorwacji, w żupanii dubrownicko-neretwiańskiej, w gminie Janjina. W 2011 roku liczyła 93 mieszkańców.